# Sucupira, la comedia
Sucupira, la comedia fue una serie de televisión chilena del género comedia, transmitida originalmente por Televisión Nacional de Chile entre julio de 1998 y agosto de 1999. Fue un spin off no canónico de la telenovela del mismo nombre Sucupira, de la misma cadena televisiva. 
Su primera emisión promedió 41 puntos de rating, convirtiéndose en un suceso de audiencia que solo duraría la primera temporada. Al año siguiente se puso la segunda temporada de esta serie que no pudo superar los 2 dígitos en las noches de domingo.
La serie tuvo como invitados en cada capítulo a diversos actores que no participaron en la teleserie, como Claudia Di Girolamo, Alfredo Castro, Eduardo Barril, Sergio Hernández, Francisca Imboden, entre otros.

## Sinopsis

### Telenovela original
El alcalde (Héctor Noguera) tan singular se termina de construir con su faceta política, con su corrupción normalizada y sus métodos fuera de toda norma moral y ética. El alcalde de Sucupira no tiene reparos a la hora de lograr su objetivo y él mismo se encarga de explicar sus motivos y actuar. Incluso es capaz de planear su propia muerte para inaugurar su más ambicioso proyecto.

### La comedia
Valdivieso en realidad no está muerto y no inauguró el cementerio de la ciudad, lo que genera una serie de conflictos que se van desarrollando a lo largo de los capítulos semanales de esta serie. En esta temporada participó gran parte del elenco original de la teleserie de 1996, sin embargo faltaron algunos personajes: Bárbara (Ángela Contreras), y Rodrigo (Remigio Remedy), hijos de Federico Valdivieso. Pero también hicieron intervenciones Claudia Di Girolamo como Sara (prima de las Lineros), Alfredo Castro como el profeta, Eduardo Barril como Adolfo Valdivieso (primo de Federico), Francisca Imboden como la sobrina de Federico, Sergio Hernández, entre otros. 
En esta temporada participó Roxana Campos, Erto Pantoja, Alessandra Guerzoni, Antonia Zegers, Lorene Prieto, entre otros.

## Historia
Sucupira un pueblo costero de Zapallar, cuya economía se sustenta a través de su caleta de pescadores. La historia parte con la contienda electoral por la alcaldía del pueblo. Por ella compite Federico Valdivieso (Héctor Noguera), un hombre ladino, mujeriego y tozudo, que con aires de demagogia y grandilocuencia al hablar, promete entregarle al pueblo un cementerio, pues los difuntos deben ser enterrados en otras tierras al no contar la localidad con uno propio. La competencia de Federico es Mariana Montero (Delfina Guzmán), una viuda de carácter fuerte, que administra negocios de explotación de olivos que el mismo Federico compra para su fábrica de aceites Valdivieso. En esta lucha de facciones, muy típica de los pueblos pequeños, Federico cuenta con el apoyo incondicional de tres mujeres, las hermanas Lineros: Dora (Anita Klesky), Luisa (Coca Guazzini) y Regina (Patricia Rivadeneira). Las hermanas sus más queridas militantes, encargadas de organizar las manifestaciones a favor del candidato y, además, estandartes de la moral en el pueblo, a pesar de que cada una de ellas mantiene amores secretos con Valdivieso.
Federico gana las elecciones y se convierte en alcalde de Sucupira, sin que eso impida que Mariana Montero continúe siendo parte activa de su oposición, a la que se sumará el reportero del periódico local “El Litoral”, Rafael Aliaga (Álvaro Rudolphy). 
Así, más personajes se van agregando a la historia y uno de ellos es Bárbara, la hija de Federico (Ángela Contreras) que junto a tres amigas acaba de terminar de estudiar la carrera de biología marina, por lo que se instalan en Sucupira a trabajar en su tesis. Ella es una mujer libre, que en las noches de luna llena se baña semidesnuda en la playa. En uno de sus baños nocturnos, el periodista la ve salir del mar y se encanta con el misterio de esa mujer que no solo es hermosa y cautivante, sino que además, es la hija de su principal adversario. Otro que queda maravillado es Juan Aravena (Pablo Schwarz), un humilde lugareño que suele conversar con su burro Luis Miguel, y cuya mayor aspiración es ser raptado por la mujer del mar.
Otro personaje importante es Esteban Onetto (Francisco Reyes), un médico del que Bárbara está encaprichada, pero que no puede superar la muerte de su esposa luego de una cirugía en la que él mismo intervino. Onetto decide alejarse de la capital y buscar refugio en un sitio más tranquilo, por lo que llega al pueblo a hacerse cargo del policlínico local. Allí se volverá a encontrar con Bárbara, se armará el triángulo amoroso
con el periodista Aliaga y la novia de él, Sofía (Viviana Rodríguez), que es la mismísima hija de Mariana Montero. 
Valdivieso manda a robar los medicamentos cuando a Sucupira la ataca una epidemia de alergia y hurgando en el pasado decide contactar al
último asesino del pueblo, Manuel Diablo (Marcelo Romo), que luego de haber cumplido su condena, tras veinte años en la cárcel, es traído de regreso por Federico, quien piensa que su alma asesina no podrá resistir volver a cometer un crimen, y así tendrá el cadáver que tanto quiere para inaugurar el cementerio. 
Finalmente, Valdivieso urde un auto atentado: le pide a Manuel Diablo que dispare desde el patio hacia la ventana de su oficina, así él podrá jugar el rol de víctima y recobrará la popularidad, pero todo el plan se arruina, cuando justo al momento del disparo entra Mariana en su oficina. Federico, enamorado de ella, se levanta de su escondite para protegerla y la bala le impacta hiriéndolo mortalmente. El cementerio de Sucupira tiene así su primer difunto.

## Lista de episodios

### Temporada 1
| N.º en serie | N.º en temp. | Título                        | Fecha de emisión original |
| ------------ | ------------ | ----------------------------- | ------------------------- |
| 1            | 1            | «Federico resucita»           | 15 de julio de 1998       |
| 2            | 2            | «Mensajero de Marte»          | 22 de julio de 1998       |
| 3            | 3            | «Jardín del Edén»             | 29 de julio de 1998       |
| 4            | 4            | «La sobrina de Federico»      | 5 de agosto de 1998       |
| 5            | 5            | «Luis Miguel al Vaticano»     | 12 de agosto de 1998      |
| 6            | 6            | «Nuevas elecciones»           | 19 de agosto de 1998      |
| 7            | 7            | «Federico consigue un muerto» | 26 de agosto de 1998      |
| 8            | 8            | «La escritora prohibida»      | 2 de septiembre de 1998   |
| 9            | 9            | «Tiembla en Sucupira»         | 9 de septiembre de 1998   |
| 10           | 10           | «El bambino de oro»           | 16 de septiembre de 1998  |
| 11           | 11           | «El nuevo alumno»             | 23 de septiembre de 1998  |
| 12           | 12           | «El niño de la discordia»     | 30 de septiembre de 1998  |

### Temporada 2
| N.º en serie | N.º en temp. | Título                           | Fecha de emisión original |
| ------------ | ------------ | -------------------------------- | ------------------------- |
| 13           | 1            | «La imagen»                      | 1 de agosto de 1999       |
| 14           | 2            | «Yo soy Sucupira»                | 8 de agosto de 1999       |
| 15           | 3            | «De Rusia con amor»              | 15 de agosto de 1999      |
| 16           | 4            | «El minuto de confianza»         | 22 de agosto de 1999      |
| 17           | 5            | «El profeta»                     | 29 de agosto de 1999      |
| 18           | 6            | «Sucupira Sunrise»               | 5 de septiembre de 1999   |
| 19           | 7            | «Sucupira Show»                  | 12 de septiembre de 1999  |
| 20           | 8            | «El descubrimiento del siglo»    | 19 de septiembre de 1999  |
| 21           | 9            | «El correo»                      | 26 de septiembre de 1999  |
| 22           | 10           | «Delantal blanco, corazón negro» | 3 de octubre de 1999      |
| 23           | 11           | «Don Anselmo cumple 100 años»    | 10 de octubre de 1999     |

## Impacto mediático

### Popularidad
Debido al éxito de Sucupira, sus personajes de reparto comenzaron a hacer parte de la idiosincrasia chilena. En el universo sucupirense destacan personajes obedientes a Federico Valdivieso, como las hermanas Lineros (interpretadas por Anita Klesky, Coca Guazzini y Patricia Rivadeneira), el icónico huérfano Juan Aravena (Pablo Schwarz) y su burro Luis Miguel, el chofer Diógenes (interpretado por Francisco Melo), que caza mariposas, y se destacan otros elementos como las jóvenes colegialas (lideradas por Tamara Acosta), que compiten con las amigas de Bárbara Valdivieso por ser más populares que ellas. El boticario (José Soza) del pueblo sufre por los ahogos y escapadas de su mujer, Olguita Marina (Carmen Disa), y la picardía del estafador primo Renato (interpretado por Mauricio Pesutic) complementa a un Federico con humor e ironía. 
También destacan; la mujer del mar (Ángela Contreras), Mariana Montero (Delfina Guzmán) y el joven Raimundo (Álvaro Morales), quien le prometió a San Pedro volar con alas desde el campanario de la Iglesia. Todos estos personajes son complemento en este universo sucupirense para que la crítica social y política pase sin problemas hacia los telespectadores.

## Elenco
- Héctor Noguera como Federico Valdivieso.
- Delfina Guzmán como Mariana Montero.
- Francisco Reyes como Esteban Onetto.
- Álvaro Rudolphy como Rafael Aliaga.
- Coca Guazzini como Luisa Lineros.
- Patricia Rivadeneira como Regina Lineros.
- Anita Klesky como Dora Lineros.
- José Soza como Segundo Fabrega.
- Luis Alarcón como Ambrosio Campos.
- Mauricio Pesutic como Renato Montenegro "El primo Renato".
- Consuelo Holzapfel como Elena Domínguez.
- Óscar Hernández como Carlos López.
- Carmen Disa Gutiérrez como Olguita Marina.
- Marcelo Romo como Manuel Campos "El Diablo".
- Pablo Schwarz como Juan "Del Burro" Aravena.
- Tamara Acosta como Daniela López.
- Francisco Melo como Diógenes Tobar.
- Amparo Noguera como Norma Órdenes.
- Álvaro Morales como Raimundo "Rucio" Prado.
- Claudia Burr como Soledad Campos.
- Mario Montilles como Padre Damián.
- Mireya Véliz como Hilda Moya.
- Catalina Olcay como Francisca Silva.
- Ana Luz Figueroa como Carla Silva.
- Andrea Molina como Luna del Alba.
- Ricardo Pinto como Jeremías Alegría.
- Ernesto Gutiérrez como "Cincuenta y uno".
- Juan Carlos Montagna como "Pata e' Jaiva".
- Samuel Guajardo como "Cabeza e' Corcho".

- Claudia Di Girólamo como Sara Lineros / Amanda Guido
- Eduardo Barril como Adolfo Valdivieso.
- Alfredo Castro como Gaspar, profeta.
- Sergio Hernández como Aparicio Romero.
- Francisca Imboden como Javiera Valdivieso.
- Yasmín Valdés como "Novia de Juan Burro".
- Roxana Campos como Blanquita o "La cara e' pescao".
- Mireya Moreno como Flor Gallardo.
- Víctor Rojas como Intendente regional.
- Erto Pantoja como Isaias Santa Cruz.
- Antonia Zegers como Leticia Fuentes.
- Lorene Prieto como Carolina Vergara.
- Jorge Rodríguez como Óscar Rosales.
- Blanca Lewin como Chica del Café con Piernas.
- Alessandra Guerzoni como Guía turística Italiana / Irina.
- Silvia Novak como Conductora de Noticias.
- Jaime Davagnino como Ángel.
- Angélica Neumann como Nuri.
- Luis Uribe como Hombre que conduce el automóvil psiquiátrico.
- Rolando Cortés como Anselmo Mansilla.
- Héctor Morales como Cliente del Bar la Perla
- Victor Mix como Dirigente del Club de Deportes Santiago Morning

## Retransmisiones
Luego de las emisiones de las 2 temporadas, ha sido retransmitida en TVN de forma parcial; en 2006 durante los días de no emisión de los partidos de la Copa Mundial de Fútbol de 2006 se emitieron un par de capítulos a las 15:00 horas, en 2015 fue retransmitida durante el trasnoche, en 2017 fue retransmitida de forma parcial durante el mediodía y en el 2022 fue retransmitida entre agosto a diciembre durante los sábados en la tarde, en este último debido al éxito de la tercera retransmisión de la teleserie que se emitió desde febrero a agosto de 2022.[cita requerida]
Los 23 episodios fueron subidos en una de las cuentas oficiales de TVN en YouTube.[cita requerida]